# جودی کارلیسل
جودی کارلیسل (به انگلیسی: Jodi Carlisle) (زاده ۲۸ اوت ۱۹۶۰) بازیگر آمریکایی است.
از فیلم‌های معروف او می‌توان به بازی در فیلم بی‌کلام اشاره کرد.